# Hakkōda-Tunnel
Der Hakkōda-Tunnel (jap. 八甲田トンネル, Hakkōda tonneru) ist ein 26,445 km langer Eisenbahntunnel im Zentrum der nordjapanischen Präfektur Aomori. Er verbindet die Städte Shichinohe und Aomori und durchquert dabei das Hakkōda-Gebirge.
Der Hakkōda-Tunnel ist Bestandteil der Nordverlängerung der Schnellfahrstrecke Tōhoku-Shinkansen und liegt dort zwischen den Bahnhöfen Shichinohe-Towada und Shin-Aomori.  Bauvorbereitungen begannen im August 1998, im Juni 1999 fing man dann mit den eigentlichen Bauarbeiten an. Mit dem Durchstich am 27. Februar 2005 übertraf er in seiner Länge den Iwate-Ichinohe-Tunnel auf derselben Strecke und war dann für zwei Monate der längste Landtunnel der Erde, bis er am 28. April 2005 vom Lötschberg-Basistunnel in der Schweiz überholt wurde. Bis zur Eröffnung des Gotthard Basistunnels war der Hakkōda-Tunnel aber der längste zweispurige Landtunnel der Welt. Am 4. Dezember 2010 wurde der Tunnel zur Nutzung freigegeben.